# CSI: A helyszínelők (11. évad)
Az itt található lista az A helyszínelők című televíziós sorozat tizenegyedik évadjának epizódjait tartalmazza. Az évad eredeti premierje a CBS-en 2010. szeptember 23-án volt.
Hazánkban a tizenegyedik évadot 2011. április 7-én kezdte el vetíteni a Viasat 3.
Gil Grissom a csapat egykori vezetője egy epizód erejéig visszatért, a The Two Mrs. Grissoms című epizódban.
A dr. Raymond Langstont alakító Laurence Fishburne az évad végén elhagyja a sorozatot, a 12. évadra már nem szerződött. A színész arra hivatkozott, hogy a továbbiakban a filmes pályafutására szeretne koncentrálni.
A következő évadtól a háromszoros Golden Globe-díjas Ted Danson érkezik a csapat élére.
Szintén távozik a sorozatból a helyszínelők csapatának másik meghatározó személyisége, Catherine Willows is, az őt alakító Marg Helgenberger már évek óta ott szerette volna hagyni a sorozatot, de végül mindig aláírt a következő évadra. Ám a tizenkettedik évad tizenkettedik részéig még a csapattal marad.
| #     | Magyar cím | Eredeti cím                   | Rendező           | Író                                                                     | Eredeti premier / Magyar premier         | No. # |  |  |
| ----- | --- | ----------------------------- | ----------------- | ----------------------------------------------------------------------- | ---------------------------------------- | ----- |  |  |
| 11x1  | | „Shock Waves”                 | Alec Smight       | David Weddle & Bradley Thompson                                         | 2010. szeptember 23. / 2011. április 7.  | 230   |  |  |
| 11x1  | Amíg Langston az életéért harcol, miután a pszichopata Nate Haskell leszúrta, addig a többi helyszínelő egy olyan temetésen vesz részt, ami halálos fordulatot vesz. Jason McCann egy zűrös tinédzser, aki rettenetes döntéssel néz szembe egyetlen bátyja miatt, ez a döntés pedig a helyszínelőkkel való összetűzéshez vezet. - Vendégszereplő: Justin Bieber |                               |                   |                                                                         |                                          |       |  |  |
|       | |                               |                   |                                                                         |                                          |       |  |  |
| 11x2  | | „Pool Shark”                  | Michael Nankin    | Dustin Lee Abraham                                                      | 2010. szeptember 30. / 2011. április 14. | 231   |  |  |
| 11x2  | - Vendégszereplők: Elliot Gould, Holly Madison, Deadmau5, és Method Man |                               |                   |                                                                         |                                          |       |  |  |
|       | |                               |                   |                                                                         |                                          |       |  |  |
| 11x3  | | „Blood Moon”                  | Brad Tanenbaum    | Treena Hancock & Melissa R. Byer                                        | 2010. október 7. / 2011. április 21.     | 232   |  |  |
| 11x3  | |                               |                   |                                                                         |                                          |       |  |  |
|       | |                               |                   |                                                                         |                                          |       |  |  |
| 11x4  | | „Sqweegel”                    | Jeffrey Hunt      | Story: Anthony E. Zuiker Teleplay: Carol Mendelsohn & Anthony E. Zuiker | 2010. október 14. / 2011. április 28.    | 233   |  |  |
| 11x4  | - Vendégszereplő: Ann-Margaret |                               |                   |                                                                         |                                          |       |  |  |
|       | |                               |                   |                                                                         |                                          |       |  |  |
| 11x5  | | „House of Hoarders”           | Alec Smight       | Christopher Barbour                                                     | 2010. október 21. / 2011. május 5.       | 234   |  |  |
| 11x5  | |                               |                   |                                                                         |                                          |       |  |  |
|       | |                               |                   |                                                                         |                                          |       |  |  |
| 11x6  | | „Cold Blooded”                | Louis Shaw Milito | Tom Mularz                                                              | 2010. október 28. / 2011. május 12.      | 235   |  |  |
| 11x6  | |                               |                   |                                                                         |                                          |       |  |  |
|       | |                               |                   |                                                                         |                                          |       |  |  |
| 11x7  | | „Bump and Grind”              | Michael Nankin    | Don McGill                                                              | 2010. november 4. / 2011. május 19.      | 236   |  |  |
| 11x7  | |                               |                   |                                                                         |                                          |       |  |  |
|       | |                               |                   |                                                                         |                                          |       |  |  |
| 11x8  | | „Fracked”                     | Martha Coolidge   | David Weddle & Bradley Thompson                                         | 2010. november 11. / 2011. május 26.     | 237   |  |  |
| 11x8  | |                               |                   |                                                                         |                                          |       |  |  |
|       | |                               |                   |                                                                         |                                          |       |  |  |
| 11x9  | | „Wild Life”                   | Charles Haid      | Treena Hancock & Melissa R. Byer                                        | 2010. november 18. / 2011. június 2.     | 238   |  |  |
| 11x9  | |                               |                   |                                                                         |                                          |       |  |  |
|       | |                               |                   |                                                                         |                                          |       |  |  |
| 11x10 | | „418/427”                     | Frank Waldeck     | Michael Frost Beckner                                                   | 2010. december 9. / 2011. június 9.      | 239   |  |  |
| 11x10 | |                               |                   |                                                                         |                                          |       |  |  |
|       | |                               |                   |                                                                         |                                          |       |  |  |
| 11x11 | | „Man Up”                      | Alec Smight       | Michael F.X. Daley                                                      | 2011. január 6. / 2011. június 16.       | 240   |  |  |
| 11x11 | - Vendégszereplők: Trevor Donovan, Carrot Top |                               |                   |                                                                         |                                          |       |  |  |
|       | |                               |                   |                                                                         |                                          |       |  |  |
| 11x12 | | „A Kiss Before Frying”        | Brad Tanenbaum    | Evan Dunsky                                                             | 2011. január 20. / 2011. június 23.      | 241   |  |  |
| 11x12 | - Vendégszereplő: Dita Von Teese |                               |                   |                                                                         |                                          |       |  |  |
|       | |                               |                   |                                                                         |                                          |       |  |  |
| 11x13 | | „The Two Mrs. Grissoms”       | Steven Felder     | Story: Christopher Barbour Teleplay: Treena Hancock & Melissa R. Byer   | 2011. február 3. / 2011. június 30.      | 242   |  |  |
| 11x13 | |                               |                   |                                                                         |                                          |       |  |  |
|       | |                               |                   |                                                                         |                                          |       |  |  |
| 11x14 | | „All That Cremains”           | Jeffrey Hunt      | Dustin Lee Abraham                                                      | 2010. február 10.                        | 243   |  |  |
| 11x14 | |                               |                   |                                                                         |                                          |       |  |  |
|       | |                               |                   |                                                                         |                                          |       |  |  |
| 11x15 | | „Targets of Obsession”        | Alec Smight       | David Weddle & Bradley Thompson                                         | 2011. február 17.                        | 244   |  |  |
| 11x15 | |                               |                   |                                                                         |                                          |       |  |  |
|       | |                               |                   |                                                                         |                                          |       |  |  |
| 11x16 | | „Turn On, Tune In, Drop Dead” | Paul McCrane      | Tom Mularz                                                              | 2011. február 24.                        | 245   |  |  |
| 11x16 | |                               |                   |                                                                         |                                          |       |  |  |
|       | |                               |                   |                                                                         |                                          |       |  |  |
| 11x17 | | „The List”                    | Louis Milito      | Richard Catalani                                                        | 2011. március 10.                        | 246   |  |  |
| 11x17 | |                               |                   |                                                                         |                                          |       |  |  |
|       | |                               |                   |                                                                         |                                          |       |  |  |
| 11x18 | | „Hitting for the Cycle”       | Alec Smight       | Daniel Steck & Richard Catalani                                         | 2011. március 31.                        | 247   |  |  |
| 11x18 | |                               |                   |                                                                         |                                          |       |  |  |
|       | |                               |                   |                                                                         |                                          |       |  |  |
| 11x19 | | „Unleashed”                   | Brad Tanenbaum    | Ed Whitmore & Anthony E. Zuiker                                         | 2011. április 7.                         | 248   |  |  |
| 11x19 | |                               |                   |                                                                         |                                          |       |  |  |
|       | |                               |                   |                                                                         |                                          |       |  |  |
| 11x20 | | „Father of the Bride”         | Frank Waldeck     | Evan Dunsky                                                             | 2011. április 28.                        | 249   |  |  |
| 11x20 | |                               |                   |                                                                         |                                          |       |  |  |
|       | |                               |                   |                                                                         |                                          |       |  |  |
| 11x21 | | „Cello and Goodbye”           | Alec Smight       | Christopher Barbour & Don McGill                                        | 2011. május 5.                           | 250   |  |  |
| 11x21 | |                               |                   |                                                                         |                                          |       |  |  |
|       | |                               |                   |                                                                         |                                          |       |  |  |
| 11x22 | | „In a Dark, Dark House”       | Jeff Hunt         | Tom Mularz                                                              | 2011. május 12.                          | 251   |  |  |
| 11x22 | |                               |                   |                                                                         |                                          |       |  |  |
|       | |                               |                   |                                                                         |                                          |       |  |  |